# 几内亚比绍历史
几内亚比绍历史主要为葡萄牙统治时期（约1450—约1970），自从独立以来，大部分时期为一党制统治。

## 葡萄牙统治
15世纪，几内亚河和佛得角群岛是葡萄牙人第一次抵达非洲探索的地方。葡萄牙自1446年宣称所有葡属几内亚，但是在1600年之前，很少有贸易站建立。1630年，葡萄牙建立一个“都督将军”来管理这片地区。在和当地部落的合作下，葡萄牙建立跨大西洋的奴隶贸易。

### 19世纪和20世纪
直到19世纪后半叶，葡萄牙才攻克和巩固境内的土地。葡萄牙失去部分土地给予法属西非。1941年，行政首都从博拉马迁往比绍。

### 争取独立时期
1956年，几内亚和佛得角非洲独立党成立。1960年，将总部迁往科纳克里，并开始武装独立斗争。尽管葡萄牙部队的存在并且有35000人，几佛独立党仍然稳定的增加其影响力，并且占领大多数领土。

## 自葡萄牙独立
1973年9月24日，几内亚比绍單方面宣佈獨立。而葡萄牙於1974年4月發生康乃馨革命，非殖民化成爲葡萄牙新的國策，几内亚比绍的獨立于1974年9月10日获得葡萄牙承認。路易斯·卡布拉尔是几内亚比绍首任总统。1980年年底，在一个并不流血的政变，政府被总理和前武装部队司令若奥·贝尔纳多·维埃拉推翻。

## 维埃拉总统
1980年至1984年，权力掌握在维埃拉领导的革命委员会。1984年，全国人民议会批准一党制宪法。从1980年至1991年，反对党视为非法。自1991年，民主阵线成为第一个反对党，为民主选举铺平道路。

## 民主制
1994年，第一次多党议会和民主选举举行。1998年军队起义引发内战，导致成千上万人死亡和失踪。